# Caio Trebônio
Caio Trebônio (92–43 a.C.; em latim: Gaius Trebonius), conhecido apenas como Trebônio, foi um político da gente Trebônia da República Romana eleito cônsul sufecto em setembro de 45 a.C. com Quinto Fábio Máximo depois da renúncia de Júlio César. Aliado de César, conspirou depois para matá-lo.

## Primeiros anos

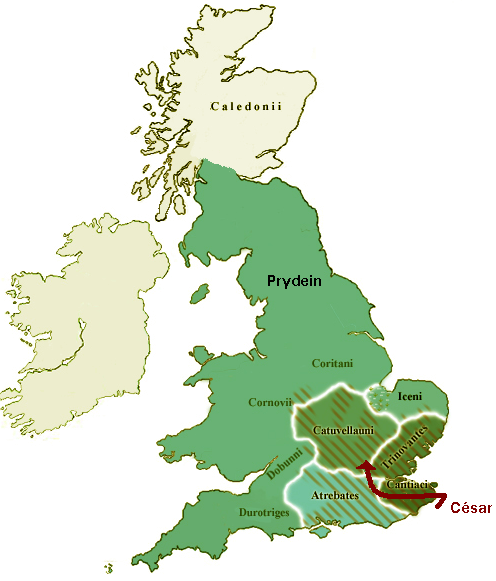
Mapa segunda expedição de César às Ilhas Britânicas.

Trebônio nasceu por volta de 92 a.C. Seu pai era um equestre, mas não havia obtido ainda nenhuma magistratura e, por isso, Trebônio era considerado um homem novo, um dos muitos do círculo de aliados de César. Serviu como questor por volta de 60 a.C. e, durante seu mandato, tentou evitar que Públio Clódio Pulcro fosse adotado por uma família plebeia, contra o desejo dos triúnviros. Porém, na época de sua eleição a tribuno da plebe, em 55 a.C., já era um dos aliados deles.
Naquele ano, Trebônio propôs a Lex Trebonia à Assembleia das tribos para que os cônsules Crasso e Pompeu recebessem as províncias da Síria e as duas Hispânias (Citerior e Ulterior) respectivamente. Além disso, a lei propunha que seus mandatos como procônsules durassem cinco anos e que seu poder incluísse o direito de declarar guerra e firmar a paz sem consulta ao Senado. Catão, o Jovem, um adversário de Pompeu, foi contra a lei e tentou atrasar sua aprovação, o que levou Trebônio a primeiro expulsá-lo do Fórum e, depois, ordenar sua prisão. Porém, uma grande multidão acompanhou Catão, o que fez com que Trebônio mudasse de ideia e ordenasse sua soltura. No final, a lei acabou passando.

## Legado de César
Como recompensa pelos seus serviços aos triúnviros, Trebônio tornou-se um dos legados de César em 54 a.C., com quem ele passou os próximos cinco anos durante as Guerras Gálicas, um comando que foi elogiado pelo próprio César. Em 54 a.C., ele acompanhou a segunda expedição de César às Ilhas Britânicas e, à frente de três legiões, conseguiu derrotar um ataque combinado das forças de Cassivelauno. Quando César retornou para a Gália, Trebônio, juntamente com uma legião, acampou para o inverno com os belgas em Samarobriva. A partir dali, ele acompanhou César na campanha para ajudar Quinto Cícero, que foi cercado no início da Revolta de Ambiórix contra o controle romano da Gália.
Em 53 a.C., Trebônio recebeu um comando especial para lutar contra os eburões, com a missão específica de devastar a vizinhança de Huy. Depois da derrota de Ambiórix, continuou servindo César; em 50 a.C., foi encarregado do acampamento de inverno na Gália Bélgica no comando de quatro legiões enquanto César estava em Ravena, preparando-se para enfrentar Pompeu e seus inimigos no Senado. Quando César soube que o cônsul Caio Cláudio Marcelo Menor havia pedido que Pompeu defendesse a República contra César, ordenou, em 20 de outubro, que Trebônio levasse três das suas legiões para Matisco, onde deveria esperar por mais instruções. Elas chegaram lá em abril de 49 a.C. e César ordenou-lhe que seguisse para Massília, onde deveria assumir o comando de três novas legiões recém-recrutadas na Gália Cisalpina (norte da Itália) e iniciasse o cerco de Massília. Trebônio chegou por volta de 3 de abril de 49 a.C. e os preparativos foram iniciados ainda sob o comando pessoal de César, que partiu em 14 de abril, deixando Trebônio à frente da campanha terrestre e Décimo Júnio Bruto Albino, da sua frota. Antes de começar o cerco, Trebônio reuniu trabalhadores e gado de toda a província, ordenou o recolhimento de toda a madeira apropriada para a construção de suas armas de cerco e começou a construção do terraço principal de ataque.
O cerco durou de 19 de abril até 6 de setembro, com a cidade cercada por uma contravalação bloqueando a cidade por terra. Ele também construiu terraços para assaltar diretamente a muralha e utilizou aríetes e túneis para tentar penetrar a muralha. Finalmente, no início de julho, seus homens conseguiram atravessar o muro e os massilianos enviaram emissários a Trebônio, implorando para que ele interrompesse as operações até a chegada de César, a quem eles concordariam em se render. Trebônio, depois de consultar seus principais oficiais, concordou em suspender o ataque, pois tinha ordens expressas de César para não tomar de assalto a cidade. A decisão, porém, causou revolta entre as tropas, que esperavam um saque, e só com muita dificuldade Trebônio conseguiu manter a ordem. Então, no final de agosto, Trebônio foi surpreendido por um ataque surpresa dos massilianos, que se aproveitaram de falhas na vigilância da cidade, e teve suas armas de cerco destruídas. A guerra reiniciou e Trebônio tratou novamente de enfraquecer as defesas da cidade. Os massilianos, sabendo das vitórias de César na Hispânia, novamente ofereceram a rendição e imploraram que ele esperasse por César. Mais uma vez, Trebônio concordou, mas, desta vez, insistiu que os defensores rendesse suas armas, o tesouro da cidade e seus navios, o que efetivamente encerrou o cerco.

## Anos finais e o assassinato de César

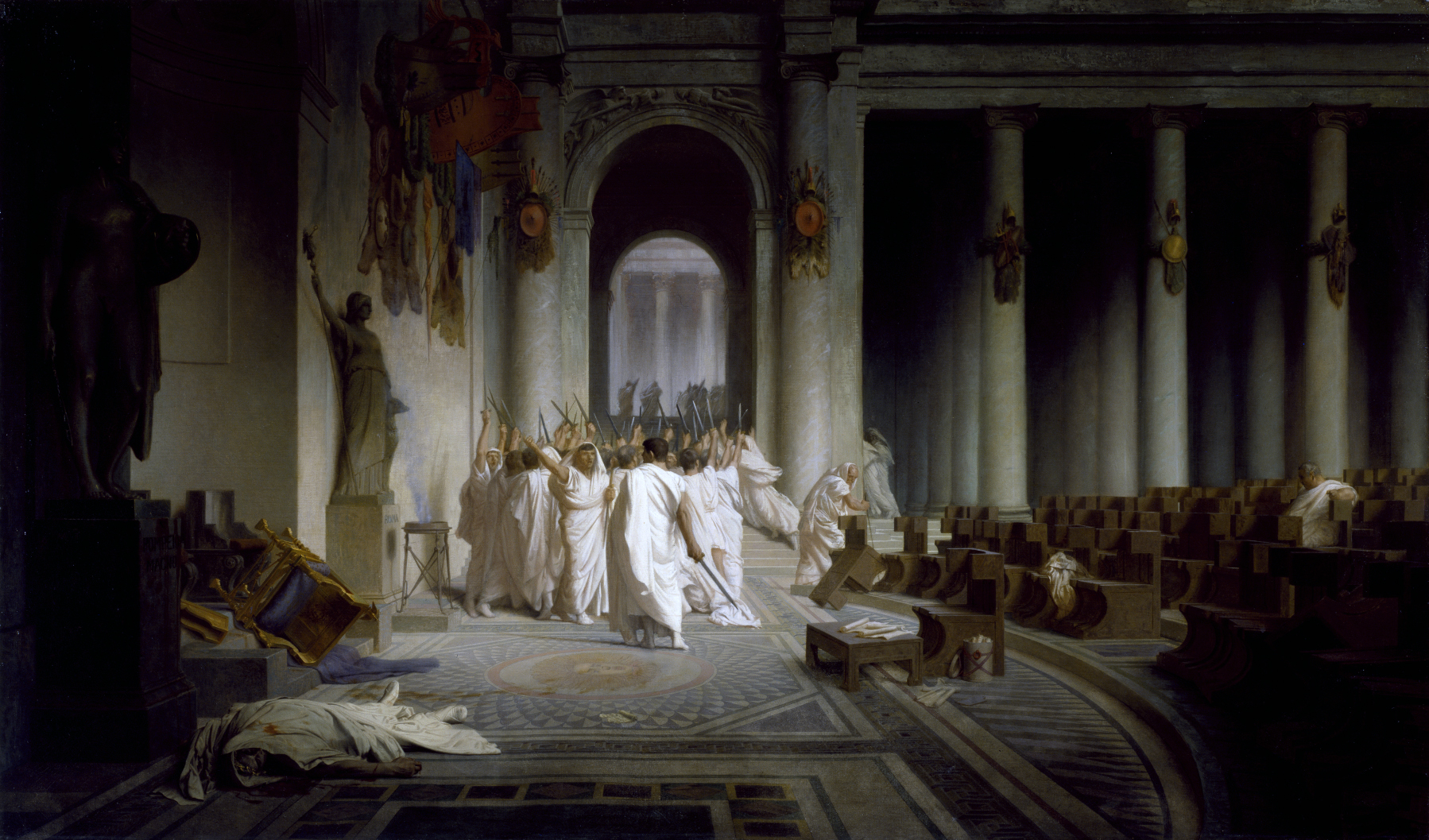
Assassinato de César.
1859-67. Por Jean-Léon Gérôme, no Museu de Arte Walters, em Baltimore.

Seguindo César em sua invasão à Itália, Trebônio foi eleito pretor urbano em 48 a.C. e recebeu a missão de implementar as novas leis sobre dívidas de César. Para cumprir esta missão, teve que lidar com as ambições de Marco Célio Rufo, o pretor peregrino, que havia se voltado contra César depois de perder o posto de pretor urbano. As novas leis de César acabaram com suas chances de resolver suas próprias dívidas e, por isso, Rufo estava determinado em obstruir Trebônio aliando-se aos devedores. Ele colocou sua cadeira curul ao lado da cadeira de Trebônio e, desafiadoramente, declarou que ouviria qualquer um que se sentisse traído por Trebônio. Quando ninguém aceitou, Rufo propôs cancelar todos os débitos e instigou a multidão a atacar Trebônio, que acabou expulso do tribunal. Trebônio continuou a lutar contra as propostas de Rufo até que este foi obrigado a fugir de Roma. Durante este ano, Trebônio ainda ajudou Cícero depois de sua volta do exílio.
No final do ano, Trebônio recebeu um comando propretorial e foi enviado para governar a Hispânia Ulterior no lugar de Quinto Cássio Longino, que foi acusado de má gestão, onde permaneceu até 46 a.C.. Durante seu mandato, teve que enfrentar legiões rebeldes e a ressurgência das forças pompeianas na região, que finalmente conseguiram expulsá-lo de sua província no verão de 46 a.C. No final do ano, já acompanhado de César, Trebônio voltou para a sua província. Foi ainda neste mesmo ano que Trebônio foi contatado por Marco Antônio, que contou-lhe do plano para assassinar César. Cícero chegou a alegar, anos depois, que Trebônio e Marco Antônio teriam conspirado para assassiná-lo em 45 a.C.
César nomeou Trebônio cônsul sufecto em 1 de outubro de 45 a.C. juntamente com Quinto Fábio Máximo, o que não impediu Trebônio de continuar a conspirar contra ele. Segundo Cícero, Trebônio preferia a liberdade do povo romano à amizade de César. No início de 44 a.C., ele chegou a protestar a César contra sua recusa de se levantar quando membros do Senado foram até ele para informá-lo das homenagens que os senadores lhe haviam conferido; César aparentemente olhou para eles de forma arrogante e não disse nada.
Em 15 de março de 44 a.C., no dia marcado para o assassinato de César, Trebônio era a pessoa que deveria manter Marco Antônio longe do Senado enquanto César estava sendo esfaqueado. Tendo sido nomeado por César para o posto de procônsul da Ásia, Trebônio partiu imediatamente para sua província. Enquanto estava lá, Trebônio coletou recursos e tropas para Bruto e Cássio (os chamados liberatores), líderes da nova guerra civil contra os aliados de César, especialmente Marco Antônio e o herdeiro de César, Otaviano. Ele também ajudou Cássio a chegar até a Síria no final do mesmo ano. Posteriormente, ele tentou acelerar a passagem do cônsul Públio Cornélio Dolabela em sua travessia da Ásia oferecendo-lhe todas as provisões que ele precisava sem abrir-lhe nenhuma de suas cidades. Porém, Dolabela tomou Esmirna e capturou Trebônio no processo. Em janeiro de 43 a.C., Dolabela colocou Trebônio em julgamento por alta traição antes de torturá-lo e, finalmente, decapitá-lo com base Lex Pedia.